# Naumachie d'Auguste

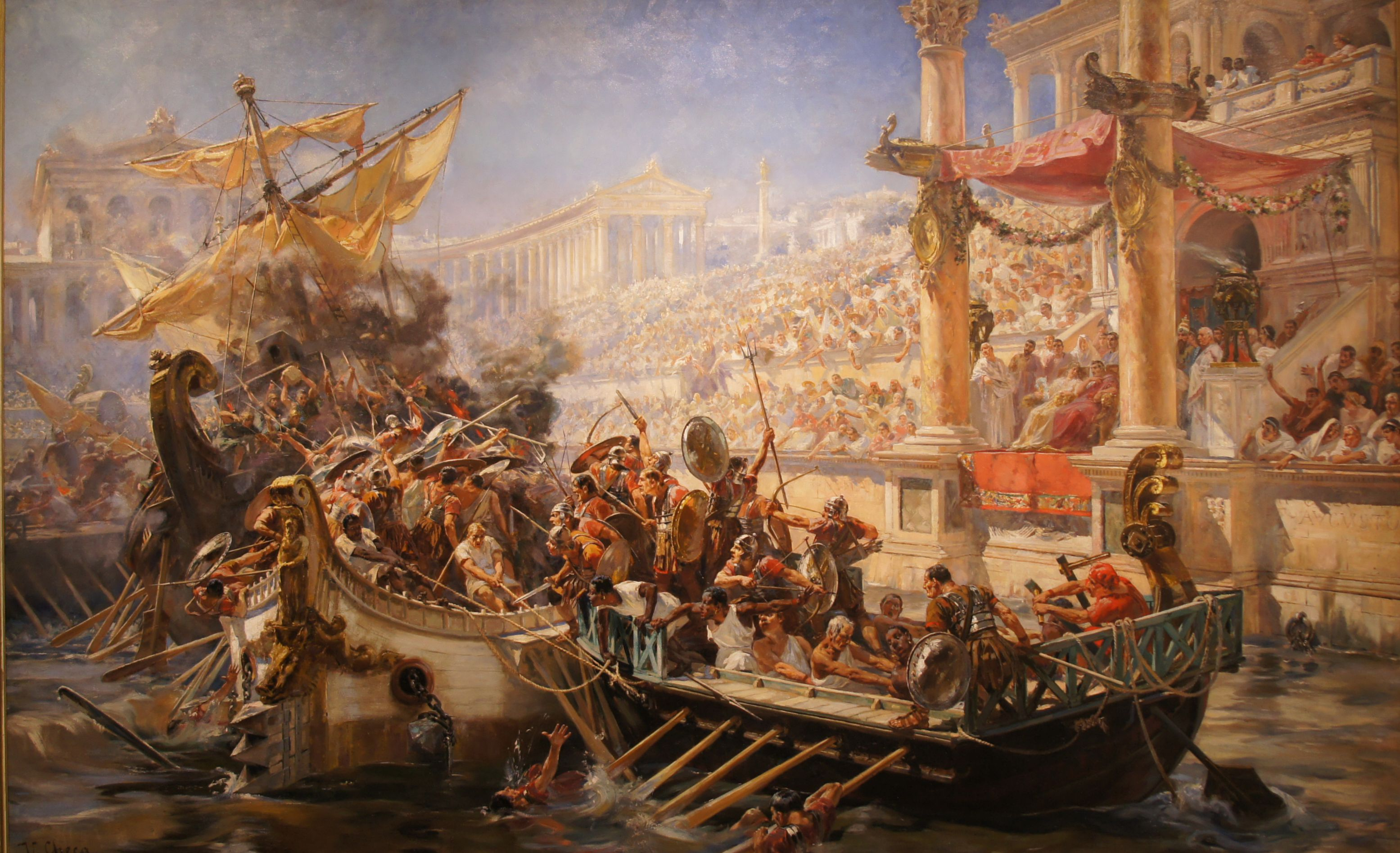
« La naumachie », Ulpiano Checa y Sanz, 1894.

La naumachie d'Auguste (en latin : Naumachia Augusti) est un grand bassin peu profond construit par Auguste sur la rive droite du Tibre, alimenté en eau par l'aqueduc de l'Aqua Alsietina et utilisé pour donner des spectacles aquatiques comme des reconstitutions de batailles navales.

## Localisation
La naumachie se situe sur la rive droite du Tibre, dans le Transtiberim correspondant aujourd'hui à une partie du Trastevere, dans la plaine occupée par le monastère San Cosimato. Selon les Régionnaires de Rome, il y a deux naumachies recensées dans la Regio XIV qui comprend le Transtiberim et le Vatican. L'une d'elles peut être identifiée à la Naumachia Traiani dans la plaine vaticane. Pour la deuxième, il pourrait s'agir de la naumachie d'Auguste, de celle de Domitien ou de celle de Philippe l'Arabe. La naumachie de Domitien n'a jamais été localisée précisément et aurait été démantelée dès le règne de Trajan, quant à celle de Philippe l'Arabe, il s'agirait en fait d'une fiction. Le meilleur candidat pour la deuxième naumachie des Régionnaires serait donc la naumachie d'Auguste même s'il ne devait en rester que quelques vestiges au IVe siècle.

## Histoire
Auguste fait déblayer un terrain correspondant au « Bois des Césars » sur la rive droite du Tibre, qu'il fait creuser pour la construction d'un vaste bassin ou naumachie. En 2 av. J.-C., il présente au peuple le spectacle d'une bataille navale, reconstitution d'une bataille ayant opposé les Perses et les Athéniens. Pour cette reconstitution s'affrontent plus de 30 navires à rostres, trirèmes et birèmes, ainsi que de nombreuses embarcations plus petites, pour un total d'environ 3 000 hommes, ce qui peut correspondre aux équipages d'une trentaine de navires, sans compter les rameurs et les hommes manœuvrant les navires les plus petits.
Durant son règne, entre 14 et 37 apr. J.-C., Tibère complète la naumachie en plaçant le plus grand tronc d'arbre de Rome sur un pont reliant les gradins à une petite île artificielle située dans le bassin.
En 59, Néron organise des festivités sur des bateaux dans la zone de la naumachie d'Auguste. À minuit, le navire sur lequel se trouve l'empereur quitte les festivités en empruntant un canal qui rejoint le Tibre qui pourrait correspondre au canal de drainage de la naumachie.
En 80, Titus présente une bataille navale dans ce même bassin, qualifié d'ancienne naumachie (veteri naumachia), près du « Bois de Caius et Lucius », anciennement « Bois des Césars ». La partie du bassin face aux statues de Caius et Lucius Caesar a été renforcée avec des planches et des plateformes permettant, le même jour, l'organisation de combats de gladiateurs et d'un spectacle de chasse avec 5 000 bêtes sauvages de toute espèce. Le lendemain, c'est au tour des courses de chevaux, puis le troisième jour d'une bataille navale suivie d'une bataille d'infanterie avec 3 000 combattants. Il s'agit de la reconstitution de la conquête de Syracuse par les Athéniens, le dernier acte se déroulant sur la petite île artificielle où les hommes à pied attaquent et s'emparent d'un mur symbolisant la ville.
Les récits antiques des spectacles donnés par Titus constituent les derniers témoignages de la naumachie en usage. Il est possible que la succession rapprochée dans le temps de deux grands incendies, celui de 64 puis celui de 80, ait contraint ou favorisé le déplacement de nombreux Romains sur la rive droite du Tibre, où les incendies sont beaucoup plus rares. Un tel afflux a nécessité la construction de nouvelles zones résidentielles et le réaménagement de la naumachie a pu libérer progressivement près de 200 000 mètres carrés de terrain constructible. Si en 64, Néron a fait évacuer les gravats vers Ostie, pour l'incendie de 80, Titus puis Domitien ont pu récupérer ces matériaux pour combler la naumachie. Une fois qu'une partie du bassin est comblée et nivelée, les terrains ont pu être mis en vente ou cédés pour de nouvelles constructions. Le travail a probablement été achevé sous Trajan qui fait construire une nouvelle naumachie dans la plaine vaticane. Il a pu céder une grande partie de ce qui reste du « Bois des Césars » à cette occasion pour compenser la réquisition d'une grande surface dans la plaine vaticane.
Le bassin est encore en partie identifiable à l'époque de Dion Cassius, entre 200 et 240 apr. J.-C., Malgré son comblement progressif, la naumachie a pu tout de même servir de façon continue jusqu'au IIIe siècle mais il paraît plus probable qu'elle a été abandonnée au profit de la Naumachia Traiani.

## Description

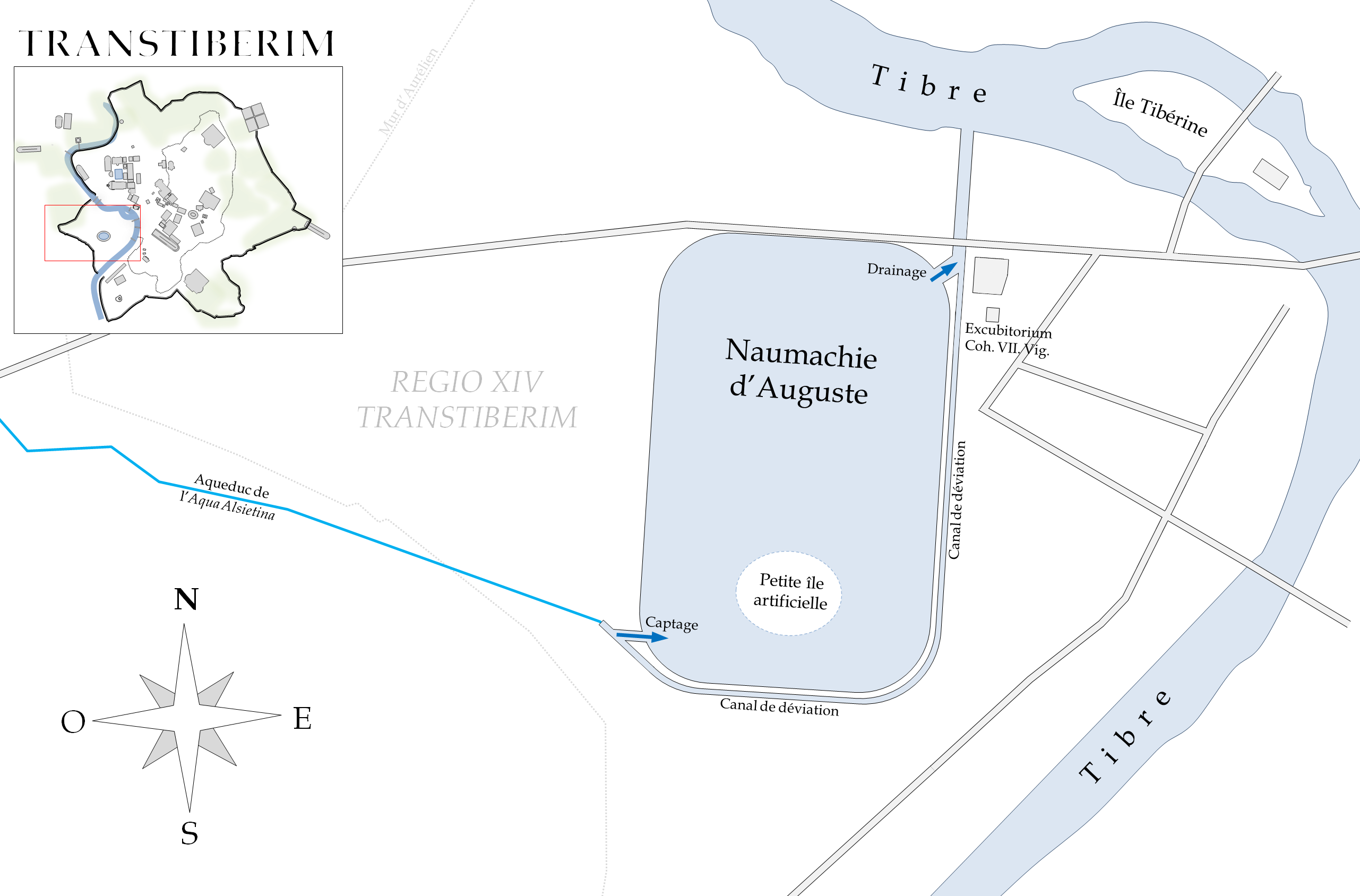
Plan et situation de la naumachie d'Auguste sur la rive droite du Tibre, selon l'hypothèse où le bassin a une forme rectangulaire.

### Dimensions, forme et orientation

#### Dimensions
Selon Auguste lui-même, qui évoque le monument dans ses Res gestae, il a fait déblayer une zone de 1 800 × 1 200 pieds romains (soit 533 × 355 mètres). Auguste semble s'être inspiré non pas des premières naumachies de Jules César mais du Stagnum qu'Agrippa a fait construire sur le Champ de Mars, alimenté en eau par l'aqueduc de l'Aqua Virgo et de dimensions un peu plus modestes (180 × 220 mètres). La profondeur moyenne est estimée entre 1,5 et 1,7 mètre d'eau, suffisante pour permettre de manœuvrer des trirèmes et des birèmes. Cette profondeur pourrait être inférieure selon l'hypothèse où ce ne sont pas de véritables navires de guerre qui sont utilisés mais des miniatures ou des barges adaptées. La profondeur n'est probablement pas la même sur tout le bassin et doit permettre une pente douce vers le point de drainage. Selon ces estimations, la naumachie nécessiterait environ 250 000 mètres cubes d'eau pour être fonctionnelle.

#### Forme
Le bassin est souvent reconstitué avec une forme elliptique permettant peut-être de limiter le volume d'eau nécessaire à son remplissage. Une autre hypothèse propose de reconstituer la naumachie selon un plan rectangulaire car s'il est vrai que des murs courbes résistent mieux à la pression de l'eau, la question ne se pose que pour des murs libres. Or d'après les sources antiques, Auguste a fait déblayer et creuser la zone du bassin, ce qui n'exclut pas des murs rectilignes encaissés. En comparant avec le plan de la Naumachia Traiani qui suit un plan rectangulaire, les coins devaient être légèrement courbes.

#### Orientation
La Forma Urbis, plan de marbre d'époque sévèrienne, ne semble pas conserver de traces de la naumachie ce qui voudrait dire que la naumachie n'existe plus à cette époque et que la zone qu'elle a occupée a été réaménagée pour permettre le développement des quartiers avoisinants. Dion Cassius évoque la naumachie précisant qu'elle est encore reconnaissable mais il devait s'agir de vestiges dans une zone limitée correspondant probablement à la périphérie du monument, peut-être représentés sur le fragment 471 du plan de marbre par des lignes parallèles figurant ce qui reste des gradins. La disposition des fragments attribués au Transtiberim montrent plusieurs orientations des édifices qui ne semblent pas cohérente à première vue. Une partie des rues se trouvent orientées parallèlement ou perpendiculairement à la Via Portuensis qui structure la partie du quartier près du Tibre depuis la République. Plus à l'intérieur des terres, les rues changent d'orientation selon un axe sud-ouest nord-est. Ce changement pourrait être une trace laissée par l'ancienne naumachie réaménagée, les édifices construits par-dessus et tout autour conservant l'orientation générale du monument.

### Aménagements spécifiques
Selon les auteurs antiques, les festivités de naumachia comprennent à la fois des spectacles au sol et des batailles navales, organisés sur des jours successifs. Il n'est pas possible de vider ou de remplir le bassin dans ce laps de temps donc la naumachie doit être pourvue d'aménagements spéciaux évoqués par Dion Cassius dans son récit de la naumachie donnée par Titus. Les combats de gladiateurs et les spectacles de chasse devaient se dérouler sur les plateformes en bois établies en partie sur l'eau, probablement entre l'île artificielle et le bord du bassin. Selon Pline l'Ancien, l'île est reliée au bord par un pont qui comprend un tronc de 120 pieds romains comme principal élément, donc l'île n'est pas très éloignée du bord, placée à environ une cinquantaine de mètres.

### Système hydraulique

#### Alimentation en eau
Le bassin est alimenté en eau par l'aqueduc de l'Aqua Alsietina qui a été construit spécialement pour cette fonction. Selon Frontin, le conduit de l'aqueduc achève sa course juste derrière la naumachie. Selon une première hypothèse, la naumachie est gardée à sec la plupart du temps pour des questions d'hygiène : il s'agirait d'éviter la stagnation et le développement d'algues et de bactéries. Toutefois, au début du Ier siècle, le débit de l'aqueduc est de 392 quinaires (soit environ 14 000 mètres cubes journaliers) dont 254 quinaires réservées à l'usage de l'empereur. Même en prenant le débit maximal relevé par Frontin, il faudrait entre 15 et 30 jours pour remplir la naumachie selon la forme et les dimensions retenues,. Un tel délai de remplissage ne résoudrait donc pas les problèmes de stagnation et la construction d'un aqueduc dédié, qui resterait fermé la plupart du temps, paraît étrange. Il semble donc plus raisonnable de penser que la naumachie est gardée pleine avec de l'eau courante, c'est-à-dire que l'eau nouvelle apportée par l'aqueduc s'écoule ensuite lentement vers un canal situé à l'autre extrémité du bassin, probablement à ciel ouvert étant donné que Néron semble avoir navigué dessus, qui la rejette dans le Tibre. Le débit de l'aqueduc à l'époque d'Auguste devait être plus important qu'à l'époque de Frontin.

#### Système de drainage
Même si la naumachie est gardée en eau habituellement, il est nécessaire de la vider régulièrement pour permettre des travaux de maintenance. En plus d'un canal de décharge, le bassin doit donc être équipé d'un système permettant sa vidange complète. Lorsque la naumachie doit être vidée, l'eau de l'aqueduc est dérivée grâce à une porte pivotante dans un canal de contournement qui longe le bassin par le sud et l'ouest. Ce canal est d'abord étroit et facilement dissimulable dans ou sous les gradins des spectateurs. Le canal s'élargit après sa jonction avec le canal de décharge et jusqu'au Tibre pour augmenter sa capacité et vider plus rapidement la naumachie tout en évacuant l'eau de l'Aqua Alsietina. Une rue longeant le bassin au nord est surélevée sur quelques dizaines de mètres. Ce viaduc, dont la construction semble contemporaine de celle du Pons Aemilius durant la deuxième moitié du IIe siècle av. J.-C., a pu être réutilisé pour enjamber le canal de décharge de la naumachie.
La naumachie et l'aqueduc associé se complètent d'un système de drainage des eaux de pluie et de ruissellement des pentes du Janicule. Ces eaux, si elles ne sont pas récupérées et détournées, se déverseraient dans le bassin construit dans une plaine inondable. Une section de ce réseau d'égout a été découverte en 1720, enterrée à 9 mètres de profondeur sur les pentes au-dessus du monastère San Cosimato e Damiano. Dans un premier temps identifié par Rodolfo Lanciani à une section de l'Aqua Alsietina, le canal se révèle être trop large, atteignant 1,78 mètre de large pour 2,67 mètres de haut contre seulement 0,89 mètre de large pour le canal de l'aqueduc au sommet du Janicule. Il s'agirait plutôt d'un grand collecteur recueillant les eaux de ruissellement du Janicule qui sont évacuées via le canal de drainage de la naumachie. Les vestiges du système de drainage sont détruits en 1849 après que les soldats de l'éphémère République romaine l'ont emprunté pour atteindre le sommet du Janicule et attaqué le camp français.